# Illschwang
Illschwang – miejscowość i gmina w Niemczech, w kraju związkowym Bawaria, w rejencji Górny Palatynat, w regionie Oberpfalz-Nord, w powiecie Amberg-Sulzbach, siedziba wspólnoty administracyjnej Illschwang. Leży w Jurze Frankońskiej, około 12 km na zachód od Amberga, przy autostradzie A6.